# Първо съборно послание на свети апостол Иоана Богослова
Първото съборно послание на свети апостол Иоана Богослова (на гръцки: Α΄ Ἐπιστολὴ Ἰωάννου) е библейска книга, деветата в Новия завет. Тя е четвъртата от седемте съборни послания, отправени към Църквата като цяло, а не към отделни общности. Традиционно за неин автор се смята апостол Иоан Богослов, но съвременните изследователи отхвърлят тази възможност, като най-често приемат за автор друг негов съвременник, наричан Иоан Евангелист.
Второто послание на Иоан вероятно е съставено в Ефес между 95 и 110 година и е написано на койне. Авторът съветва християните как да разпознават истинските учители – по техния морал, по признаването на въплъщението на Иисус Христос и по тяхната любов.